# 57-й Вирджинский пехотный полк
57-й Вирджинский добровольческий пехотный полк (57th Virginia Volunteer Infantry Regiment) был пехотным полком, набранным в штате Виргиния для службы в армии Конфедерации во время Гражданской войны в США. Он сражался в составе Северовирджинской армии и прошёл почти все сражения на востоке от второго сражения при Булл-Ран до капитуляции при Аппоматтоксе. Полк также участвовал в «атаке Пикетта» под Геттисбергом.

## Формирование
57-й Вирджинский был сформирован в сентябре 1861 года в результате сведения пяти отдельных рот с пятью ротами батальона Е. Ф. Кина. Роты полка набирались в округах Поухэтен, Питтсильвания и Ботетот. Его первым командиром стал полковник Льюис Армистед. В разное время полк входил в состав бригад Армистеда, Сета Бартона и Стюарта.

## Боевой путь
Как только полк закончил тренировку, началась кампания на полуострове. В ходе Семидневной битвы полк участвовал в сражениях при Глендейле и в сражении при Малверн-Хилл, где потерял 113 человек. В ходе Северовирджинской кампании полк участвовал во фланговой атаке корпуса Лонгстрита во втором сражении при Бул-Ране.